# Discottero
Il discottero (dal greco: δίσκος [ dískos ], disco, e πτερόν [ pterón ], ala; in inglese discopter) è stato un prototipo di aeromobile adibito al trasporto di persone e cose inventato da Alexander Weygers.

## Descrizione
Il discottero era un velivolo a decollo verticale che assomigliava molto a quello che in seguito sarebbe stato definito "disco volante". Weygers realizzò numerosi disegni dettagliati del velivolo ritratto in varie città statunitensi, in particolare a San Francisco e a Chicago. Inviò questi piani dettagliati a tutti i reparti dell'esercito americano e alla fine gli fu detto che erano incuriositi dal concetto e dal progetto del velivolo, ma che non erano pronti in quel momento perché lo sforzo bellico aveva preso il sopravvento sul suo sviluppo. Tuttavia, egli brevettò il progetto del "Discopter" nel gennaio 1944 presso l'Ufficio Brevetti degli Stati Uniti e servì come prototipo per altri velivoli simili che sono stati sviluppati fino ad oggi.

## Documentari
- (EN) The Mysterious Genius Who Patented the UFO, su youtube.com, Bloomberg.